# Hermann Müller (chính khách)
Hermann Müller (18 tháng 5 năm 1876 - 20 tháng 3 năm 1931) là một chính trị gia xã hội Đức, từng là Bộ trưởng Ngoại giao (1919-1920), và hai lần là Thủ tướng Đức (1920, 1928-1930) dưới thời Cộng hòa Weimar. Với tư cách là Bộ trưởng Ngoại giao, ông là một trong những người ký kết Hiệp ước Versailles của Đức năm 1919.

## Tiểu sử
Hermann Müller sinh ngày 18 tháng 5 năm 1876 tại Mannheim, con của Georg Jakob Müller (sinh năm 1843), nhà sản xuất rượu vang và rượu vang lấp lánh từ Güdingen gần Saarbrücken, và vợ Karoline (nhũ danh Vogt, sinh năm 1849, qua đời năm 1931), Ban đầu từ Frankfurt am Main. Müller đã tham dự Realgymnasium tại Mannheim và sau khi cha ông chuyển đến Niederlößnitz năm 1888 tại Dresden. Sau khi cha ông qua đời vào năm 1892, Müller phải rời khỏi trường do những khó khăn về tài chính và bắt đầu học nghề (kaufmännische Lehre) tại Frankfurt. Ông làm việc tại Frankfurt và Breslau và năm 1893 gia nhập Đảng Dân chủ Xã hội Đức (SPD). Hermann Müller, một đảng viên Dân chủ Xã hội bị ảnh hưởng nặng nề bởi cha ông - người ủng hộ quan điểm của Ludwig Feuerbach - là vị Thủ tướng Đức duy nhất không phải là thành viên của bất kỳ tôn giáo nào.